# جزيرة المفلوق (ميدي)

تعديل مصدري - تعديل

جزيرة المفلوق هي إحدى جزر مديرية ميدي التابعة لمحافظة حجة.